# Cantonul Cagnes-sur-Mer-Centre
Cantonul Cagnes-sur-Mer-Centre este un canton din arondismentul Grasse, departamentul Alpes-Maritimes, regiunea Provence-Alpes-Côte d'Azur, Franța.

## Comune
- Cagnes-sur-Mer (parțial)